# Colòmbia
|  | Per a altres significats, vegeu «Colombia». |

Colòmbia —o la República de Colòmbia— és un estat de l'Amèrica del Sud. La seva costa nord i nord-est és al mar Carib. Limita amb Veneçuela a l'est; amb el Brasil, al sud-est; amb el Perú i l'Equador, al sud; i amb Panamà i l'oceà Pacífic, a l'oest. Incloent la illa de Malpelo, el caio Roncador i el banc Serrana, el país abasta una superfície de 1.141.748 km², pel que és el vint-i-sisè país més gran del món i el setè més gran d'Amèrica. Reclama com a mar territorial l'àrea fins a les 12 milles nàutiques de distància, mantenint un diferèndum limítrof al respecte amb Veneçuela i Nicaragua.
És el vint-i-setè país més poblat del món, amb una població de 52 milions d'habitants, a més és la segona nació amb més hispanoparlants, darrere de Mèxic. Posseeix una població multicultural, la qual reflecteix la influència de la colonització europea a gran escala, pobles nadius i mà d'obra africana, amb onades migratòries provinents d'Europa i Orient Mitjà durant els segles xix i xx.
El producte intern brut de paritat de poder adquisitiu de Colòmbia ocupa el quart lloc a l'Amèrica Llatina i el lloc 28 a nivell mundial. El PIB nominal colombià és el quart més gran d'Amèrica Llatina i ocupa el lloc 28 a nivell mundial.
La presència humana a Colòmbia es remunta a més de 14.500 anys. Després de milers d'anys de formació cultural, a l'actual territori colombià van sorgir diverses cultures precolombines com els muisques, tairones i quimbayas. En colonitzar a aquestes cultures, Espanya va crear el Virregnat de la Nova Granada amb capital a Santafé (actualment Bogotà).
L'any 1810 va començar la Guerra d'independència, després de la qual va sorgir el país que actualment es coneix com a Colòmbia. Durant el segle xix i el segle xx, el país es va caracteritzar per la seva inestabilitat i un gran nombre de guerres civils; l'últim d'aquests conflictes, conegut com a conflicte armat intern, va començar el 1960. L'any 2012, després de més cinquanta anys de conflicte, el govern del llavors president Juan Manuel Santos va iniciar converses de pau amb les FARC-EP. El 2016 es va assolir un acord final que malgrat no ser aprovat al plebiscit del 2 d'octubre del mateix any, va ser implementat amb modificacions el 2017. Actualment, el Govern de Colòmbia es troba avançant el procés d'implementació dels acords i iniciant noves converses amb l'ELN, que ha manifestat la intenció de contribuir al final del conflicte.
Colòmbia té una economia diversificada i té un component important de serveis. La producció econòmica del país està dominada per la seva demanda interna i la despesa en consum de les llars és el component més gran del PIB. El PIB el 2016 va ser de 720.151 milions de dòlars.
L'índex de desenvolupament humà colombià és de 0,767 i la seva esperança de vida mitjana és de 77,2 anys l'any 2023.
Colòmbia és part del grup dels CIVETS, considerats com sis principals mercats emergents. És membre de l'OCDE, l'ONU, l'OEA, l'Aliança del Pacífic, la CAN i d'altres organitzacions internacionals; també és l'únic país de Llatinoamèrica que és soci global de l'OTAN. És el segon país amb més índex de desigualtat a Amèrica Llatina, després del Brasil, i empatat amb Panamà, segons la base de dades del Banc Mundial.
És la segona nació més biodiversa del món, comptant amb 67.000 espècies registrades; no obstant això, un estudi l'ubica entre els vuit països responsables de la meitat de la destrucció de biodiversitat al món. D'altra banda, és el país d'Amèrica Llatina amb més conflictes ecològics entre la població local i empreses multinacionals en àrees de protecció ambiental especial. Per protegir el medi ambient el país compta amb instruments com la Política Nacional de Canvi Climàtic i l'impost al carboni.
La producció d'electricitat a Colòmbia prové principalment de fonts d'energia renovable. El 70% s'obté de la generació hidroelèctrica.

## Toponímia

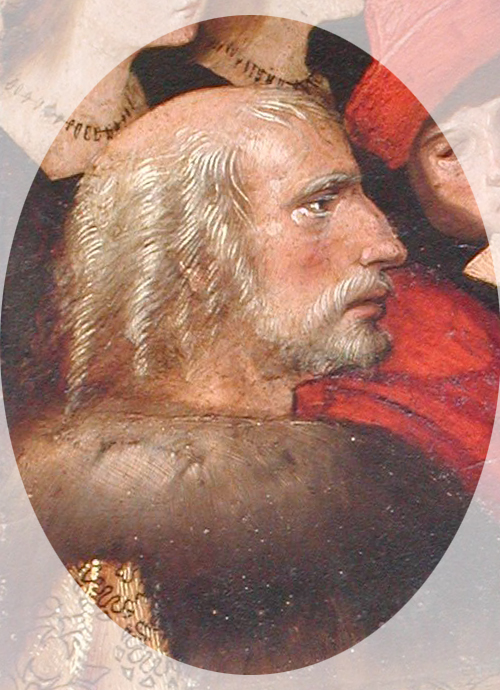
Cristòfor Colom, a la pintura La Mare de Déu dels Navegants.

Etimològicament la denominació de Colòmbia deriva del topònim neollatí Columbia que, al seu torn, deriva del cognom en llatí de l'explorador del segle xv Cristòfor Colom (en llatí: Christophorus Columbus) i la terminació llatina -ia.
Històricament el nom és romanent de la primera República de Colòmbia (1819-1831), coneguda com a Gran Colòmbia, que va unir per iniciativa de Simón Bolívar els territoris de Nova Granada, Quito i la Capitania General de Veneçuela (actuals territoris de Colòmbia, Equador i Veneçuela), a partir del Congrés d'Angostura del 15 de febrer de 1819.
El 1830, amb la desintegració de la Gran Colòmbia, va canviar de nom a República de la Nova Granada. Després de l'establiment del federalisme amb la constitució de 1858 va canviar de nom una altra vegada a Confederació Granadina. El 1863 es va readoptar el nom de la unió primigènia, amb la denominació de Estats Units de Colòmbia; fins que finalment es va acabar per adoptar el seu mateix nom oficial, República de Colòmbia, el 1886.
L'origen del nom també és esmentat en la segona estrofa de l'himne nacional:
| «               | Es banya en sang d'herois la terra de Colom. | » |
| — Rafael Núñez. |                                              |   |

Paradoxalment Cristòfor Colom mai va trepitjar territori de l'actual Colòmbia. Va ser Rodrigo de Bastidas el primer europeu a explorar la costa atlàntica del país. Cal ressaltar que Colom va arribar a trepitjar territori sud-americà durant el seu tercer viatge, en la que va anomenar "Terra de Gràcia", corresponent a l'actual localitat veneçolana de Macuro, la qual cosa donava sentit al nom escollit per Bolívar per a la primera federació.

## Història

### Les cultures precolombines (cultures daurades)
El període Preclàssic, com és conegut el lapse de temps a Colòmbia comprès entre 1200 i 1510, és quan es formaren les Cultures més complexes a les quals els indígenes colombians arribaren abans de la intervenció cultural espanyola. Complicades jerarquies, eficient estructura politicoadministrativa, monumentals ciutats, incomptables obres d'art, tradicions orals i immaterials que ens revelen el nivell de desenvolupament d'aquestes veritables civilitzacions.

#### Els Quimbaies
Envoltats per eterns guaduals i yarums, els Quimbaies són famosos per la seva habilitat de construcció amb el Bambú Guadua, la seva exquisita orfebreria i els seus valents guerrers. Aquests habitaven la regió de l'actual Eix cafeter, en especial a l'actual departament del Quindío. Els Quimbaies, són els creadors de potser la més famosa peça d'or precolombí del Món: el Poporo Quimbaia (Museu de l'Or), i una de les més impressionants col·leccions d'Art Prehispànic: El Tresor dels Quimbaies (Museu d'Amèrica de Madrid).
Els Quimbaies, es calcula que eren gairebé 1.000.000, vivien en cabanyes rodones de guadua i teulats de palma. Els fogons eren públics, eren compartits per tres o quatre famílies cada un, i estaven a part en una cabanya propera a les tres cases. Els poblats eren bastant compactes, i era comú que cada poblat Quimbaia no superés tres famílies diferents, fent-se el tracte dins dels poblats de forma molt cordial i familiar.
La producció agrícola dels Quimbaies no era tan eficient com en altres cultures, les quals ja coneixien i practicaven la rotació de cultius. Ells cultivaven una terra i se la deixava descansar, mentre l'any següent se n'agafava una altra, i així successivament. El seu mètode era cremar la terra, talar el que quedava en peu i llaurar-la per sembrar, lentament matant els nutrients de la terra. Encara que eren experts en fer cultiu en feixes en les zones més pendents, d'aquesta forma evitaven l'erosió. Però aquests mètodes de crema eren compensats amb el sembrat de Bambús Guadues, que a més de ser font de fusta, conservaven molta aigua i restablien els nutrients de la terra. Els cultius més comuns eren els de blat de moro, arracatxa, fríjol, fique i iuca.
Els Quimbaies desenvoluparen molt la recol·lecció sistematitzada de fruites i baies, especialment les de guames, pitaies, guaiabes, alvocats i caimits. Però la planta que més usaren, fou la guadua. La guadua, és un bambú abundant en la regió de l'actual eix cafeter, i fou usada pels Quimbaies per fer des de joguines, armes fins cases.
La sal, fou una de les raons per la qual els Quimbaies no foren conquistats per pobles agressius com els Muzus i els Panzes, les fonts salades de Consota, Cori, Coinza i Caramanta foren monopolitzades pels Quimbaies, que controlaven el comerç del mineral en la zona a l'occident del Sistema Central. En aquestes fonts salades, l'enginy Quimbaia dividia les aigües salades de les dolces i la salada portada per tubs de guadua als forns. on era evaporada i extreta. Els Quimbaies guardaven tota la sal en dipòsits especials propietat de cada família. La sal era usada tant per pagar tribut al cacic com a les tribus veïnes.
Els Quimbaies foren de les últimes cultures en desaparèixer, perquè les zones que habitaven eren quasi inaccessibles, rodejats a cada costat per pics nevats i amb dos taps de selva al nord o al sud. Tot i així els espanyols arribaren, al comandament de Jorge Robledo, que havia ja conquistat el Nord d'Antioquia. Robledo primer tractà bé als Quimbaies, però després començà a enviar-los a les encomiendas a treballar. Els Quimbaies s'hi resistiren i les tropes espanyoles els exterminaren.

#### Els Tairones
Habitaren la zona més septentrional de Colòmbia, exactament a la Serra nevada de Santa Marta. Ells arribaren a un nivell de desenvolupament envejable per altres cultures colombianes, com d'altres de foranes. Els seus coneixements d'arquitectura, agricultura i hidràulica ens donen la imatge d'una nació ben estructurada, avançada, i que en comparació amb algunes nacions europees, molt més avançades.

#### Els Muiscas
Habitaren a la zona central de Colòmbia, específicament l'Altiplà cundiboyacense foren la Cultura que més va evolucionar pel que fa a l'administració i l'estructura politicoadministrativa de l'Estat; fins a arribar a la conformació oficial d'una Confederació, amb un sistema uniforme de camins, llengua, impostos, religió i lleis.

#### Els Zenús
A les planes dels actuals departaments de Sucre i Córdoba, existí un poble conegut com els Zenús. Els Zenús foren l'única cultura que va establir un govern centralitzat, concentrant els Zenús en grans ciutats, i no en petits poblats independents.

#### Els Narinyo
Habitaren el macís Colombià en la seva Zona Occidental, la seva orfebreria era propera als patrons artístics dels Inques. Foren exterminats per l'expedició de Sebastián de Belalcázar.

#### Els Tumaco
Veïns dels Narinyo, s'especialitzaren en ceràmica decorada.

#### Els Huitotos
Important tribu que habita encara les selves de Colòmbia.

### La colonització i la independència
Els exploradors espanyols hi varen arribar el 1510 i hi van trobar les tribus indígenes, anomenades genèricament txibtxes, les quals foren exterminades o subjugades i conquerides. Els espanyols hi varen construir diversos assentaments que finalment es varen convertir en les províncies que conformaren la Nova Granada, al principi com a Capitania General i des de 1717 com a Virregnat, incloent-hi diverses províncies que havien pertangut fins aquest moment a les jurisdiccions dels virregnats de Nova Espanya i el Perú. El moviment d'independència, en gran part liderat per Simón Bolívar i Francisco de Paula Santander des de 1810, finalment va tenir èxit el 1819 quan el territori ocupat pel virregnat de Nova Granada es va convertir en una república federal, la Gran Colòmbia, després de la batalla de Boyacá (7 d'agost de 1819) i el Congrés d'Angostura aquell mateix any.
Les divisions cabdillistes internes varen conduir el 1830 a la separació dels departaments que componien la Gran Colòmbia: Veneçuela, Quito (actual Equador) i Cundinamarca el 1830. Cundinamarca es va anomenar Nova Granada fins al 1886, quan va prendre el seu nom actual: República de Colòmbia. Les divisions internes romanien, i de tant en tant encenien la guerra civil i van contribuir a la independència de Panamà el 1903 patrocinada pels Estats Units.
Un cop d'Estat del General Gustavo Rojas Pinilla va deposar Laureano Gómez Castro el 1953, qui davant les seves intencions populistes per mantenir-se al poder va ser seguit d'una Junta Militar transitòria entre el 1957 i el 1958, per donar lloc al Front Nacional un pacte polític entre els partits Liberal i Conservador de Colòmbia en què es van alternar el poder durant 16 any en 4 períodes presidencials de 4 anys cadascun. Durant les administracions d'Alberto Lleras Camargo (1958-1962), Guillermo León Valencia (1962-1966), Carlos Lleras Restrepo (1966-1970) i Misael Pastrana Borrero (1970-1974) Colòmbia va viure en estat d'excepció. En aquesta etapa van participar com a actors armats el bandolerisme, les guerrilles (Forces Armades Revolucionàries de Colòmbia (FARC), ELN, EPL, M-19) i els paramilitars o autodefenses regionals. Des del 1964 es troba en curs el que s'ha anomenat conflicte armat colombià.
L'increment en la demanda de cocaïna a la dècada de 1970 als Estats Units el que va revolucionar tot el comerç d'aquest producte a Amèrica Llatina, i va convertir Colòmbia en el seu principal exportador, experimentant una transformació econòmica canviant de país cafeter a país miner i cocaler, amb nous sectors de l'agroindústria del banana, les flors, la palma d'oli i de la mineria amb el carbó, el petroli i l'or que van multiplicar els conflictes socials i van crear pols de desenvolupament a les antigues perifèries provocant un empitjorament en el conflicte armat, amb l'expansió dels grups guerrillers, la consolidació dels grups paramilitars, la guerra contra el narcotràfic, les tres guerres verdes i la manca de presència de l'estat tant social com militar al territori.

## Política
Colòmbia és una república en què el poder executiu domina l'estructura de govern. El president, escollit junt amb el vicepresident pel vot popular per a un termini de quatre anys, funciona com a cap d'estat i com a cap del govern.
El parlament bicameral de Colòmbia és el Congrés, que consisteix en el Senat, de 102 escons, i la Cambra de Representants, de 166 escons. Els membres d'ambdues cambres són decidits pel vot popular per servir en terminis de quatre anys. El sistema judicial ha experimentat reformes significatives en la dècada dels noranta.

## Geografia

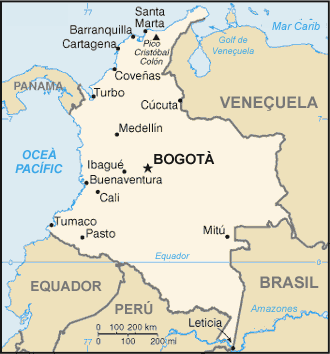
Mapa de Colòmbia

Els Andes dominen la meitat occidental de Colòmbia, i es divideixen en tres grans serralades: l'Occidental, la Central i l'Oriental. Entre les serralades, els rius Magdalena i Cauca flueixen cap a les planícies baixes al llarg de la costa caribenya. En les parts més altes de les serralades s'hi troben volcans, alguns dels quals encara són actius. El punt més alt és el Pico Cristóbal Colón a la Sierra Nevada de Santa Marta, amb una alçada de 5.775 m per sobre del nivell del mar.
La part oriental de l'estat es caracteritza per terres planes, en part densament arboritzades i amb molts de rius com el Putumayo, el Yapura, el Meta i el Guaviare, que flueixen al riu Orinoco o el riu Amazones. Colòmbia també té diverses petites illes a l'oceà Atlàntic i al Pacífic.
El clima local és calent al llarg d'ambdues costes i a les planícies orientals, mentre que les serres i les terres altes poden ésser bastant fredes. La ciutat més gran de Colòmbia és la seva capital, Bogotà. Altres ciutats importants són Medellín, Cali, Cartagena, Barranquilla, Ibagué, Manizales, San Juan de Pasto, Cúcuta i Bucaramanga.

### Regions geogràfiques naturals i culturals de Colòmbia[44]

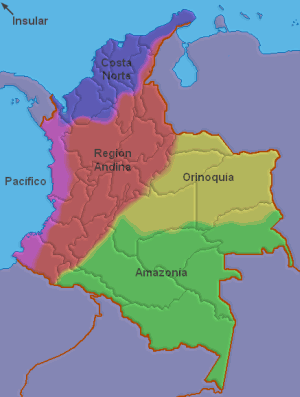
Regions naturals de Colòmbia

Els departaments colombians estan agrupats en les següents regions geogràfiques naturals i culturals:
- Andina
- Orinòquia
- Amazònica
- Costa Pacífica
- Insular
- Costa Nord

### Subdivisió administrativa

Departaments de Colòmbia

Colòmbia se subdivideix políticament i administrativament en 32 departaments i un districte capital(*), que depèn administrativament del Departament de Cundinamarca (els números es corresponen amb els del mapa):
| - 01. Amazones (Leticia) - 02. Antioquia (Medellín) - 03. Arauca (Arauca) - 04. Atlàntic (Barranquilla) - 05. Bolívar (Cartagena) - 06. Boyacá (Tunja) - 07. Caldas (Manizales) - 08. Caquetá (Florencia) - 09. Casanare (Yopal) - 10. Cauca (Popayán) - 11. Cesar (Valledupar) - 12. Chocó (Quibdó) - 13. Córdoba (Montería) - 14. Cundinamarca (Bogotà) - 15. Guainía (Puerto Inirida) - 16. La Guajira (Rioacha) - 17. Guaviare (San José de Guaviare) - 18. Huila (Neiva) - 19. Magdalena (Santa Marta) - 20. Meta (Villavicencio) - 21. Nariño (San Juan de Pasto) - 22. Norte de Santander (Cúcuta) - 23. Putumayo (Mocoa) - 24. Quindío (Armenia) - 25. Risaralda (Pereira) - 26. San Andrés y Providencia (San Andrés) - 27. Santander (Bucaramanga) - 28. Sucre (Sincelejo) - 29. Tolima (Ibagué) - 30. Valle del Cauca (Cali) - 31. Vaupés (Mitú) - 32. Vichada (Puerto Carreño) - 33. Bogotà Districte Capital (Bogotà D.C.) |

## Economia
El Producte Interior Brut (PIB) de Colòmbia l'any 2006 es xifrava, més o menys, en els 371 bilions de pesos, uns 190 mil milions de dòlars. La distribució per activitats econòmiques consistia: 13,9% agricultura, 30,3% indústria i 55,8% serveis.
Durant l'any 1999, l'economia de Colòmbia va registrar el seu primer creixement negatiu des dels anys trenta, trencant un rècord de creixement sostingut superior al d'altres economies de la regió.
El govern actual (2002-2006) ha de fer front als reptes econòmics, com és ara reformar el sistema de pensions o bé reduir o acabar amb l'atur.
L'economia colombiana és considerada com una de les noves economies emergents al món, amb un grup de països agrupats amb el nom de CIVETS.
Colòmbia pertany a la Comunitat Andina de Nacions i al G-3.

### Infraestructures

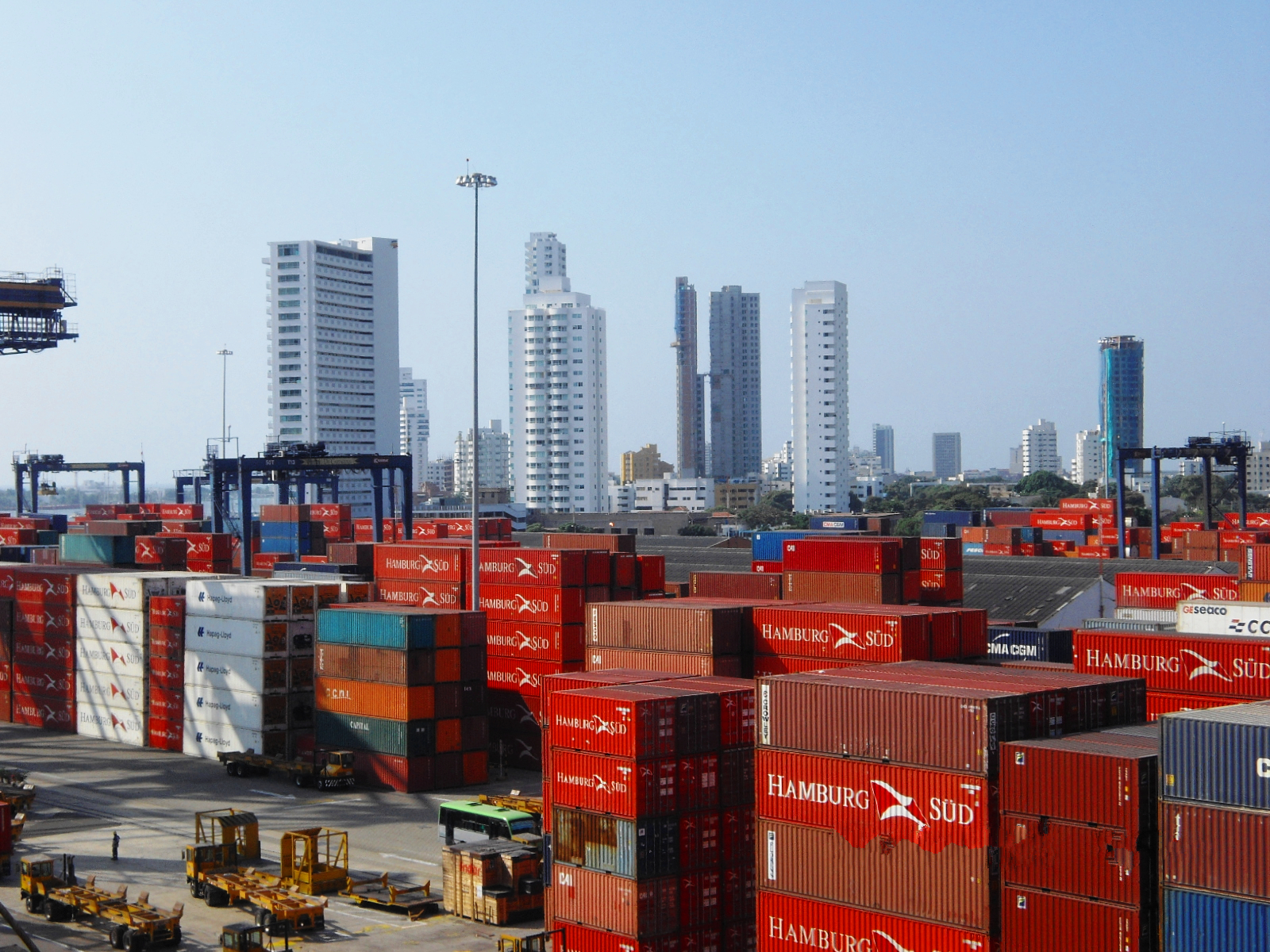
Port de Cartagena.

El transport a Colòmbia és regulat dins de les funcions del Ministeri de Transport i entitats: com l'Institut Nacional de Vies (INVÍAS) Responsable de les Autopistes a Colòmbia (13 000 km), l'Aerocivil, responsable de l'aviació civil i els aeroports, la Direcció General Marítima (DIMAR), entre d'altres, i sota la supervisió de la Superintendència de Ports i Transport. Hi haurà 2.279 quilòmetres (1,416 milles) d'autopistes desdoblades a Colòmbia per al 2014.
S'espera que l'Aeroport Antonio Nariño de Pasto i l'Aeroport d'El Caraño de Quibdó a Chocó es convertisquen en aeròdroms internacionals.
Xina i Colòmbia han discutit un canal rival del Canal de Panamà, un enllaç de ferrocarril de "canal sec" de 220 quilòmetres (137 milles) entre el Pacífic i una nova ciutat prop de Cartagena.

## Demografia
La diversitat ètnica a Colòmbia és un resultat de la barreja d'amerindis indígenes, colons espanyols i esclaus africans, cosa que ha produït una mescla de mestissos (el 48%), blancs (el 30%), negres (el 10%), mulats (el 9%) i una barreja negra-ameríndia (el 3%). Avui, només aproximadament l'1% de la gent pot ser identificada com a totalment ameríndia sobre la base de llengua i costums. La religió predominant a Colòmbia és el catolicisme romà.
Colòmbia és el tercer estat més poblat de l'Amèrica Llatina, després del Brasil i de Mèxic. El moviment de població rural a les àrees urbanes ha estat fort durant el segle xx. La població urbana va augmentar del 57% de la població total el 1951 a aproximadament el 74% cap al 1994. Trenta ciutats tenen una població de 100.000 habitants o més. Els nou departaments de terres baixes de l'est, que constitueixen aproximadament el 54% de l'àrea de Colòmbia, tenen menys del 3% de la població i una densitat de menys d'una persona per quilòmetre quadrat.

### Llengües
El castellà, 65 idiomes amerindis, 2 llengües criolles i la llengua romaní són parlades al país. L'anglès té un estatus oficial en les illes San Andrés, Providencia i Santa Catalina.